# Antiphos fils de Priam
Pour les articles homonymes, voir Antiphos.

Dans la mythologie grecque, Antiphos (en grec ancien  Ἀντιφος / Antiphos) est un prince troyen, l'un des fils d'Hécube et de Priam.

## Mythe
Sa mort est racontée dans l’Iliade : il meurt juste après son frère Isos, tués lors de l'aristie de l'atride Agamemnon. Homère raconte dans les vers suivants une anecdote qui arriva à Antiphos et son inséparable frère tandis qu'ils gardaient des troupeaux de moutons sur le mont Ida : Achille les surprit et les ligota tous deux avant de les relâcher après le paiement d'une rançon. À leur mort, ils partageaient le même char, Isos tenant les rênes. Antiphos meurt percé à l'oreille, et Isos juste au-dessus du sein.

## Sources
- Homère, Iliade [détail des éditions] [lire en ligne] (XI, 100-120 et passim).